# Нерівність Юнга
Нерівність Юнга в математиці формулюється так: для будь-яких дійсних чисел {\displaystyle a,b\geq 0} і {\displaystyle p,q\geq 1} таких, що {\displaystyle {\frac {1}{p}}+{\frac {1}{q}}=1} справедливо:
{\displaystyle ab\leq {\frac {a^{p}}{p}}+{\frac {b^{q}}{q}}}.
Нерівність названа на честь англійського математика Вільяма Юнга.

## Доведення

Для {\displaystyle a=0} чи {\displaystyle b=0} нерівність очевидна. Для {\displaystyle a>0}, {\displaystyle b>0} нерівність випливає з опуклості логарифмічної функції: для будь-яких {\displaystyle x_{1}}, {\displaystyle x_{2}>0}
{\displaystyle \ln(\alpha x_{1}+\beta x_{2})\geqslant \alpha \ln x_{1}+\beta \ln x_{2},~~~{\mathcal {\alpha }},\beta \geqslant 0,\alpha +\beta =1}.
Взявши в даній нерівності {\displaystyle \alpha =p^{-1},~\beta =q^{-1},~x_{1}=a^{p},~x_{2}=b^{p},} одержимо, що
{\displaystyle \ln \left({\frac {a^{p}}{p}}+{\frac {b^{p}}{q}}\right)\geqslant {\frac {\ln a^{p}}{p}}+{\frac {\ln b^{p}}{q}}=\ln(ab)}, 
і остаточно нерівність Юнга одержується за допомогою експоненціювання.